# Hear What I Say
Hear What I Say è il quinto album in studio della cantante tedesca C. C. Catch, pubblicato nel 1989.

## Tracce
1. Midnight Hour
2. Big Time
3. Love Away
4. Give Me What I Want
5. I'm Gonna Miss You
6. Backgirl
7. Can't Catch Me
8. Hear What I Say
9. Nothing's Gonna Change Our Love
10. Feels Like Heaven